# Bürgerpark Grüne Mitte
Der Bürgerpark Grüne Mitte ist ein Parkgelände in Weinstadt.

## Lage

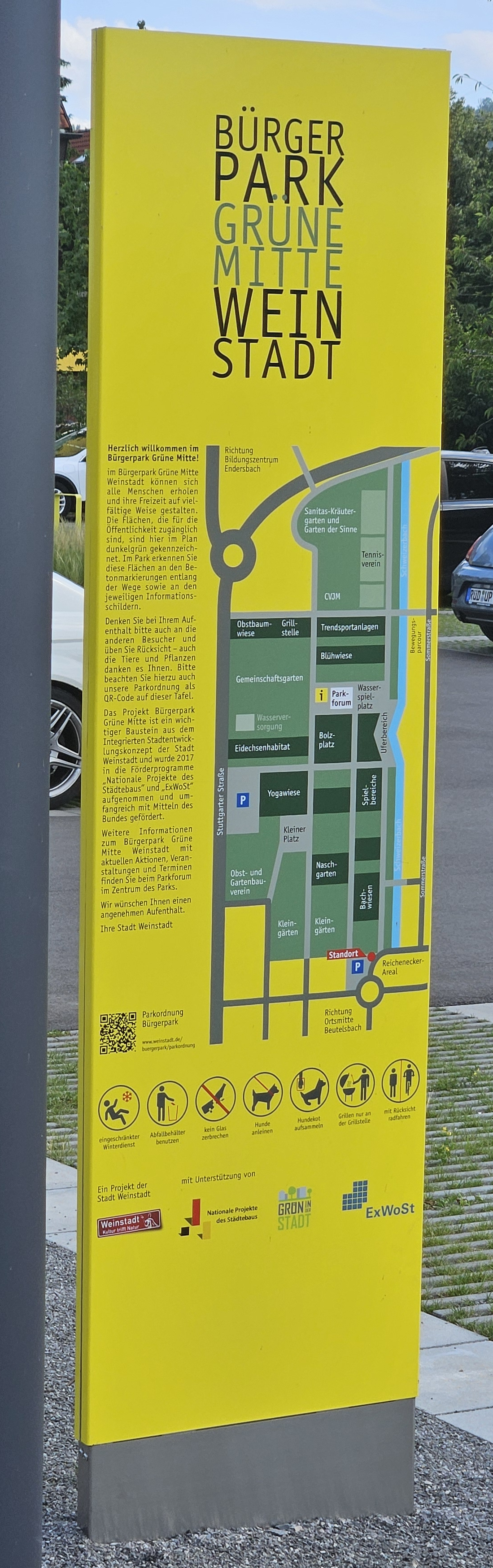
Informationsschild mit Lagekarte

Das rund 10 ha große Gelände befindet am Schweizerbach zwischen Beutelsbach und Endersbach. Südwestlich befindet sich die K1862, welche diese Ortschaften verbindet. Über das Gelände führt eine Höchstspannungsleitung mit 380 kV.
Der Park ist ein Mosaik aus privaten und öffentlichen Flächen. In der Mitte befindet sich ein Parkforum. Er besteht aus Rasen- und Wiesenflächen, Gärten, Sport- und Spielbereichen und einer Grillstelle.

## Geschichte
Das Gelände wurde bereits seit Jahrzehnten freigehalten für einen Park. Im Rahmen der Remstal Gartenschau 2019 wurde das Vorhaben wieder aufgenommen.
Das Projekt wurde in zwei Bauabschnitte aufgeteilt. Der zweite Bauabschnitt war die Renaturierung des Schweizerbachs. Dazu wurde das Projekt mit Bundesmitteln als eines der Nationalen Projekte des Städtebaus gefördert. Es wurde als Modellvorhaben im Experimenteller Wohnungs- und Städtebau-Forschungsfeld Green Urban Labs vom Bundesinstitut für Bau-, Stadt- und Raumforschung begleitet.
Der erste Bauabschnitt wurde 2016, der zweite 2023 abgeschlossen. Die Gesamtinvestition betrug rund 5 Millionen Euro.
2025 wurde das Projekt mit der Auszeichnung Konzepte für Natur und Stadt im Rahmen des Deutschen Landschaftsarchitektur-Preis ausgezeichnet.

Bürgerpark Grüne Mitte
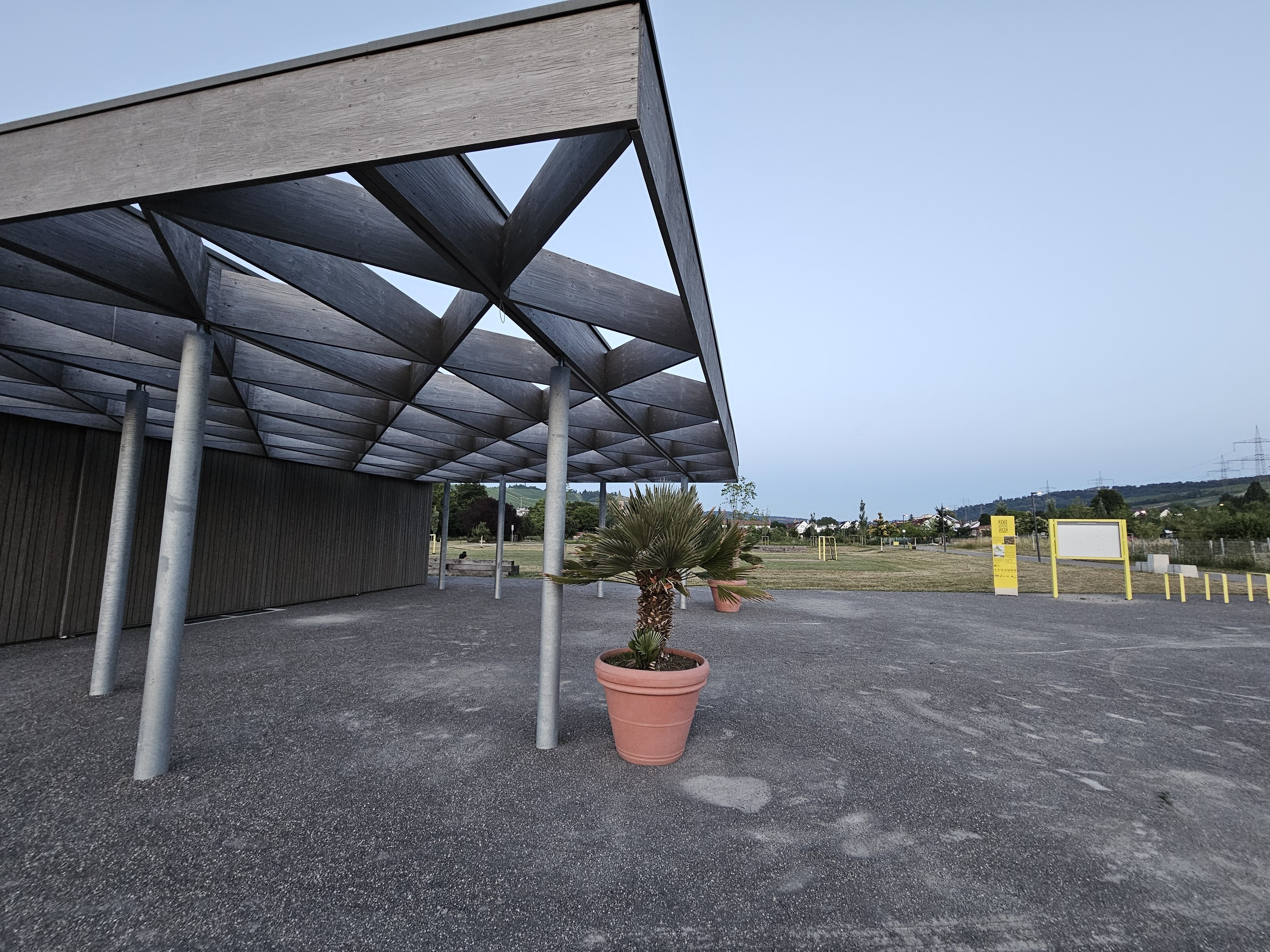
Parkforum
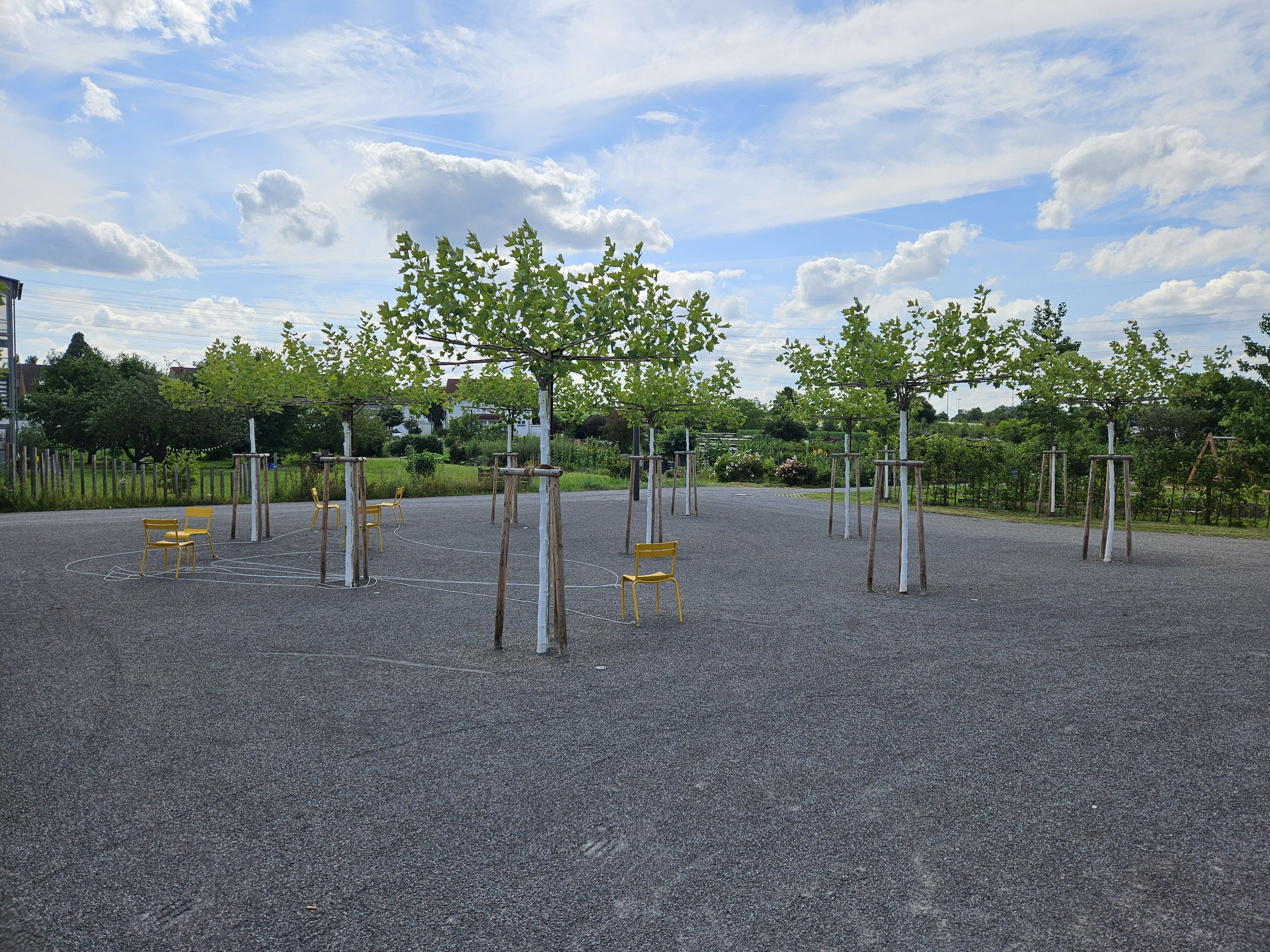
Parkanfang in Beutelsbach
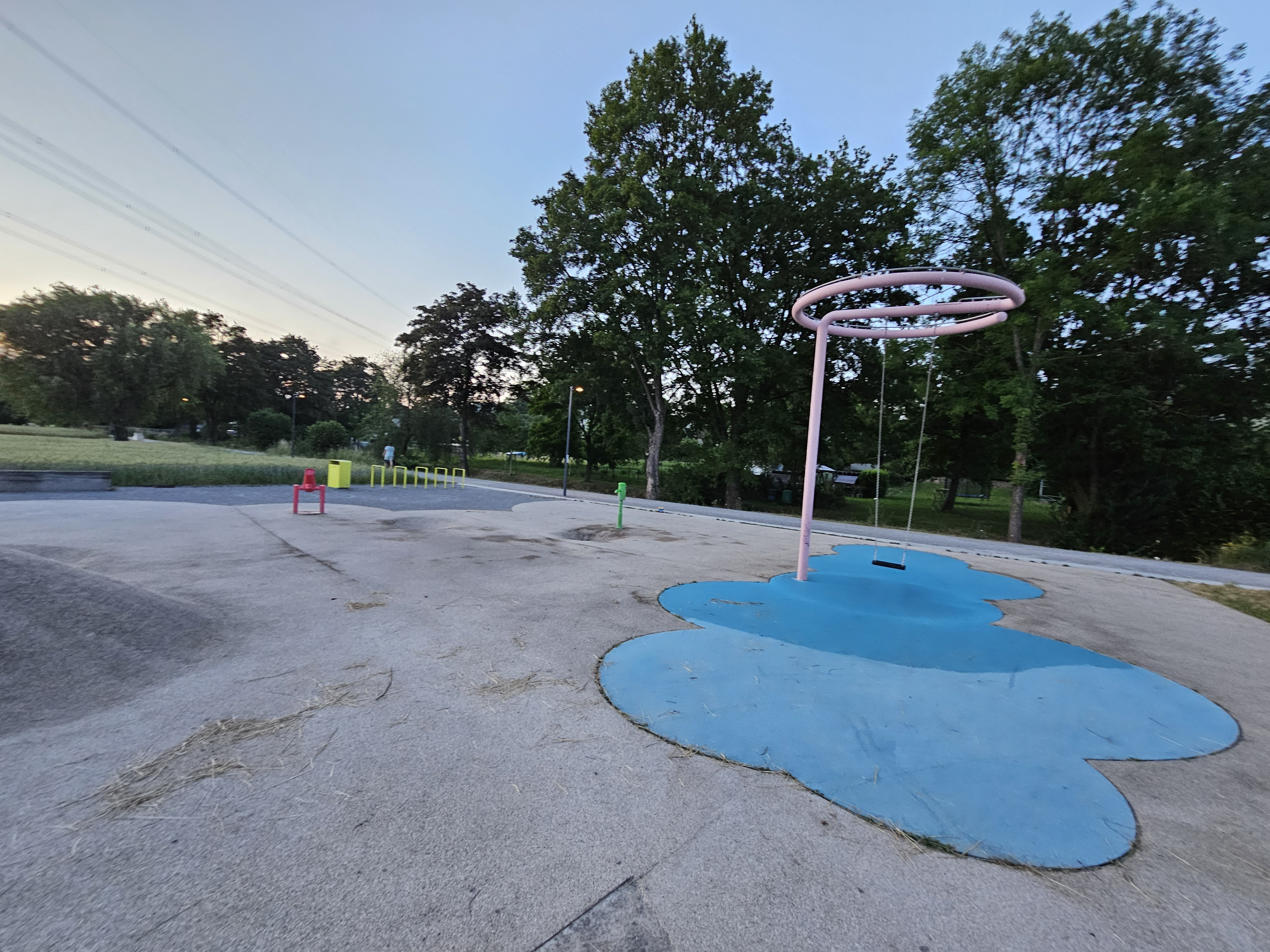
Spielbereich
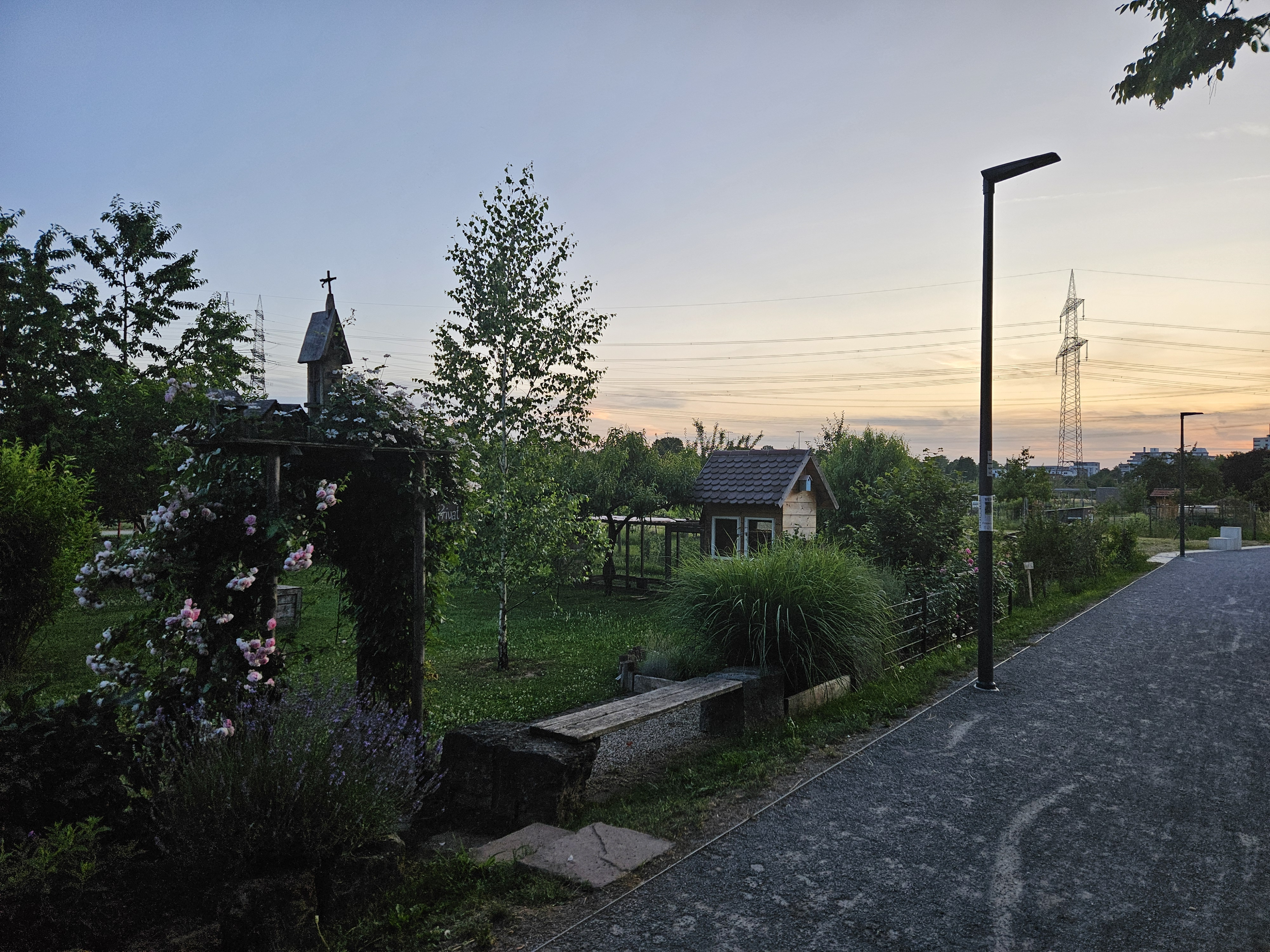
Private Gärten
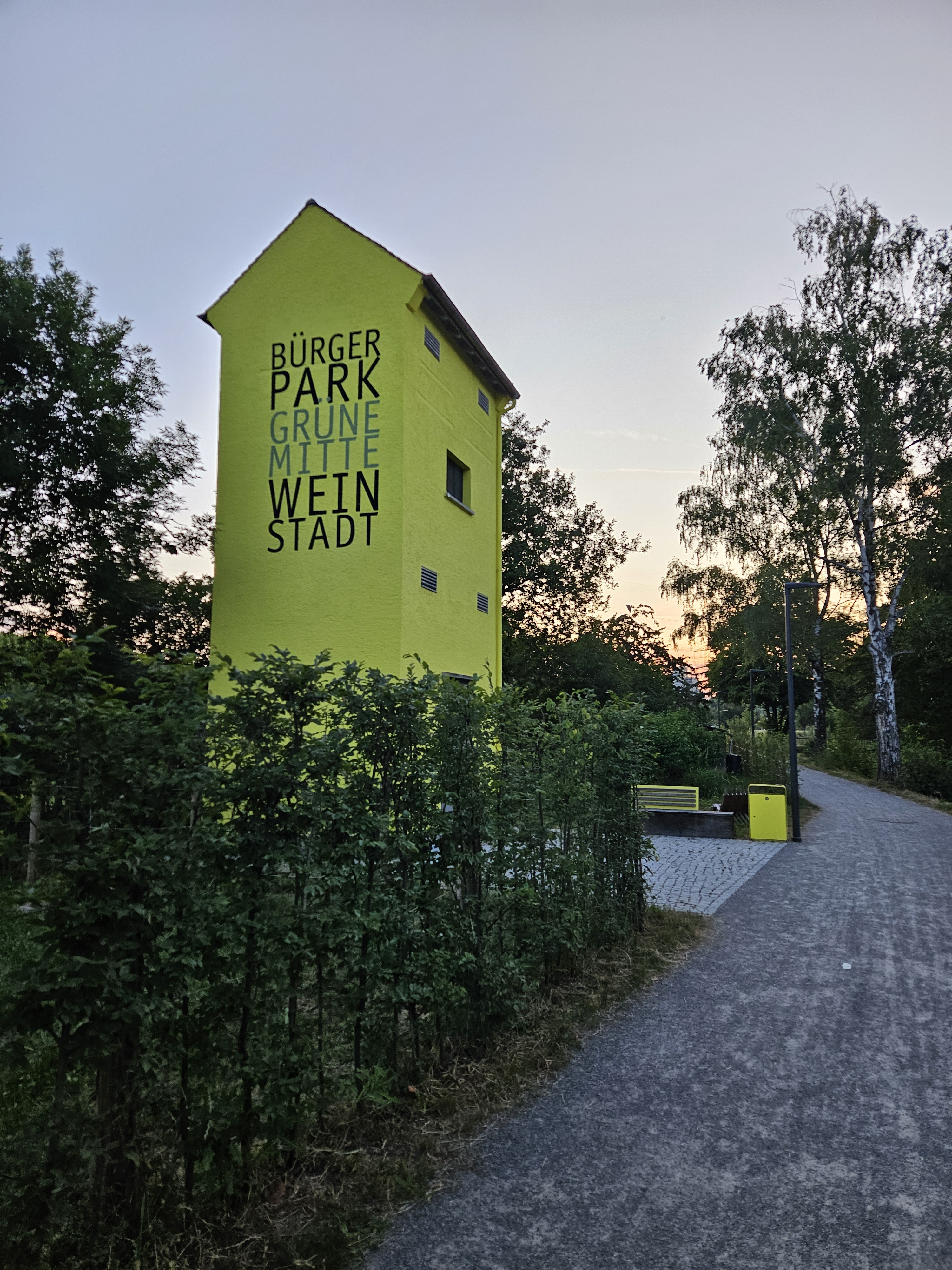
Bürgerpark Grüne Mitte Weinstadt
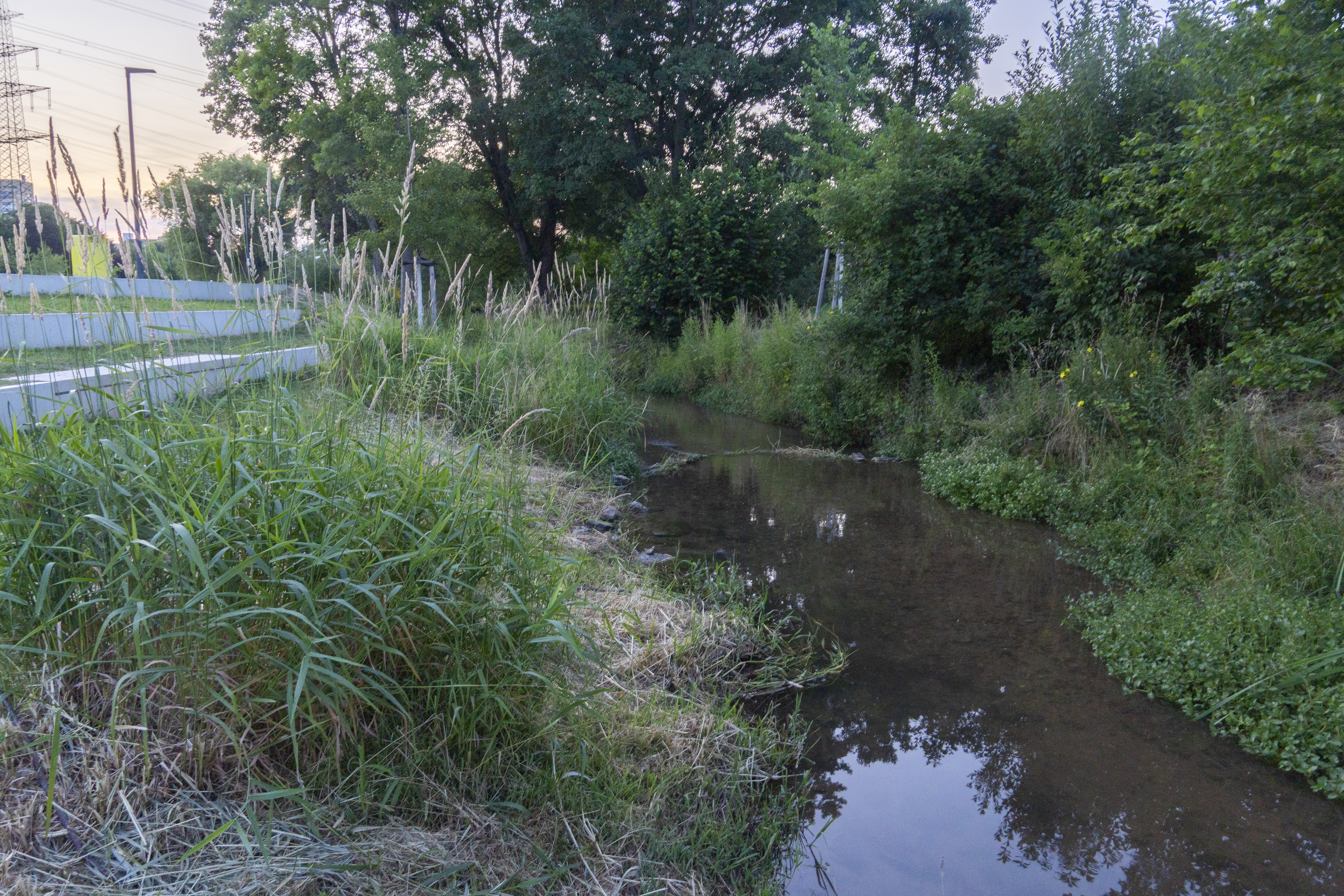
Renaturierter Schweizerbach